# Фабри, Оноре
Гоноратус Фабри (или Оноре Фабри; лат. Honoratus Fabrius; фр. Honoré Fabri; 1607, Эн — 8 марта 1688, Рим) — французский иезуит, математик, физик и богослов. Преподавал философию, логику и натурфилософию в иезуитском колледже в Арле, в Экс-ан-Провансе, преподавал логику, математику, натурфилософию, метафизику и астрономию в Коллеж де ла Трините в Лионе. В 1646 году стал членом Пенитенциарной коллегии. Был членом Академии дель Чименто с 1657 года.

## Биография

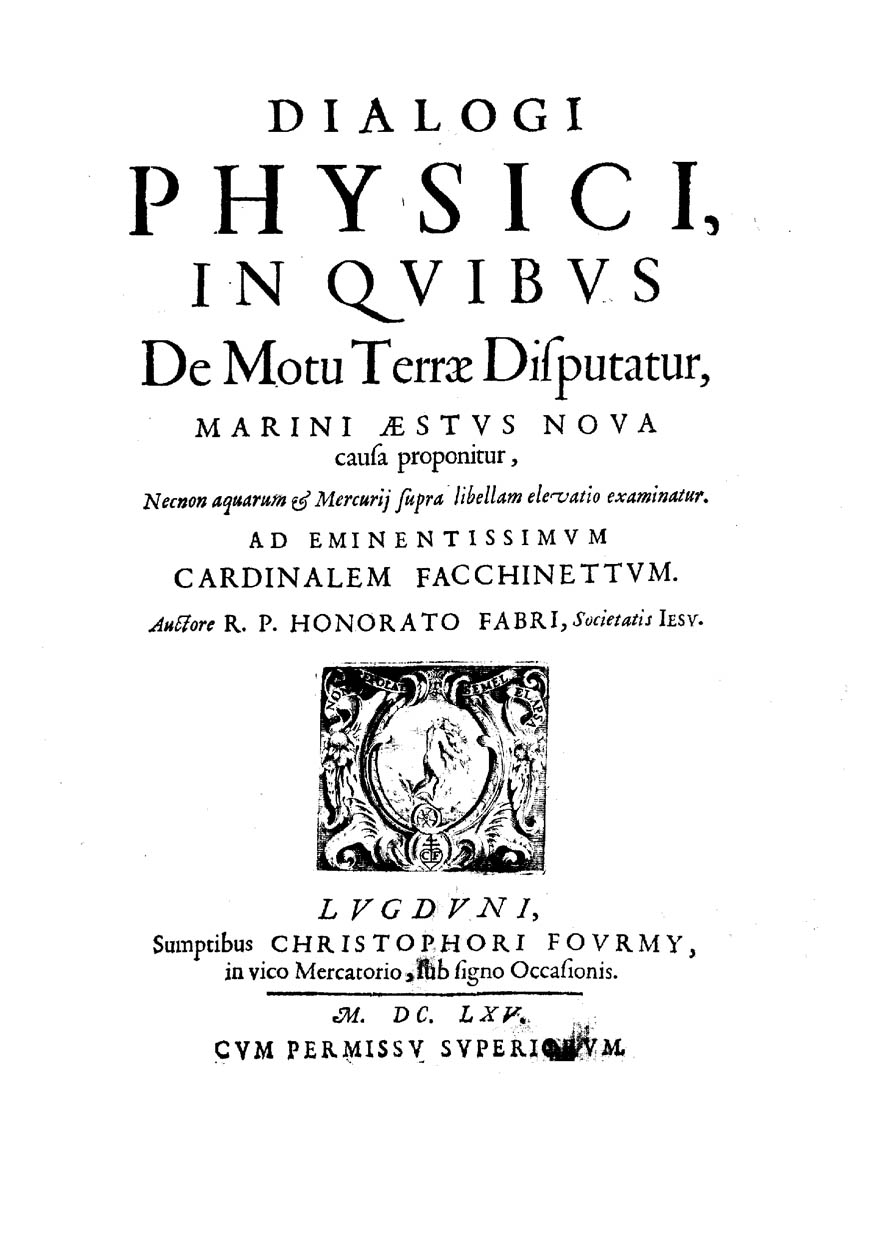
Dialogi physici, 1665

После вступления в орден иезуитов в 1626 году Фабри занимал должность преподавателя философии в Лионе в течение восьми лет; позже был великим исповедником при римской инквизиции.
Фабри был очень уважаемым учёным среди современников. Он был избран в Академию дель Чименто в 1657 году, в год основания академии.

## Учение

### Геоцентризм
Несмотря на свою осторожность, он из членов инквизиции стал, хотя и на короткое время, её подсудимым. Фабри находил, что если движение Земли не имеет под собой никакого неопровержимого доказательства, то оно должно подлежать безусловному осуждению церкви, но раз такое доказательство будет найдено, духовенство может заявить, что все места Библии, противоречащие учению о движении Земли, должны быть понимаемы в фигуральном смысле. Инквизиция сурово взглянула на предлагаемое Фабри примирение церкви с наукою и подвергла его заключению на 50 дней.

### Геометрия
Из сочинений Фабри математике было посвящено только «Synopsis geometrica» (Lugduni, 1669). Оно находилось в числе книг, которыми пользовался Лейбниц при изучении математики, в нём автор заменил метод неделимых Кавальери — поступательным ходом движений.

### Астрономия
В астрономии Фабри стал известным полемикой против относящихся к планете Сатурн открытий Гюйгенса. Эта полемика, окончившаяся полным поражением Фабри, велась им в сочинениях E. de Diyinis: «Brevis annotatio in System a Saturnium Chr. Hugenii» (Рим, 1660) и «Septempedanus pro sua annotatione in Systema Saturnium Chr. Hugenii adversus ejusdem assertionem» (Рим, 1661).

### Физика
Сочинения, изданные от имени римского механика и оптика Евстахио де Дивини, принадлежали в значительной своей части Фабри. Физике были посвящены и следующие сочинения Фабри: «Synopsis optica» (Lugduni, 1667; пер. на франц. яз.); «Dialogi physici, in quibus de motu terrae disputatur; marini aestus nova causa proponitur…» (там же, 1669); «Physica seu scientia rerum corporearum, in decem tractatus distributa» (там же, 1669). В первом из этих сочинений автор дал довольно удачное объяснение синего цвета неба и, кроме того, описал и объяснил один из обманов зрения. Приливы и отливы объяснял действием луны на атмосферное давление, в свою очередь действующее на море.

## Труды
- Metaphysica Demonstrativa, Sive Scientia Rationum Universalium (Lyon, 1648).
- Pithanophilus, seu dialogus vel opusculum de opinione probabili, (Rome, 1659).
- Opusculum geometricum de linea sinuum et cycloide auctore Antimo Farbio, (Romae, 1559).

- Una fides unius Ecclesiae Romanae contra indifferentes hujus saeculi tribus librus facili methodo asserto, (Dillingen, 1657).
- Dialogi physici, in quibus de motu terrae disputatur; marini aestus nova causa proponitur, (Lugduni, 1665).
- Tractatus duo quorum prior est de plantis, et de generatione animalum posterior de homine, (Pariisis, 1666).
- Synopsis optica, in qua illa omnia quae ad opticam, dioptricam, catoptricam pertinent, id est, ad triplicem radium visualem directum, refractum, reflexum, breviter quidem, accurate tamen demonstrantur, (Lugduni, 1667).
- Synopsis geometrica cui accessere tria opuscula nimirum, (Lugduni, 1669).
- Summula theologica in qua quaestiones omnes alicujus momenti, quae a Scholasticus agitari solent, breviter discutiuntur ac definiuntur, (Lyon, 1669).
- Physica, id est, scientia rerum corporearum: in decem tractatus distributa, (Lugduni, 1669).
- Physica, id est, scientia rerum corporearum: tomus secundus, continens Tractatum tertium et quartum, (Lugduni, 1669).
- Physica id est, scientia rerum corporearum: tomus tertius, continens Tractatum V et VI, (Lugduni, 1670).
- Physica id est, scientia rerum corporearum: tomus quartus, continens Tractatum septimum et octavum, (Lugduni, 1671).
- Honorati Fabri, Societatis Jesu, Apologeticus doctrinae moralis ejusdem Societatis (Lyon, 1670; Cologne, 1672).

- Euphiander seu vir ingeniosus, (Lyon, 1669; Vienne, 1731; Budapest, 1749; Ofen, 1763).
- Probabilismus methodo mathematica demonstratus, (Lugduni, 1747).